# Manchmal kommen sie wieder
Manchmal kommen sie wieder lautet der Titel eines Horrorfilmes, welcher auf der gleichnamigen Kurzgeschichte von Stephen King aus der Sammlung Nachtschicht basiert. Eigentlich für das Fernsehen produziert, kam der Film 1991 in Deutschland in die Kinos und zog seitdem noch zwei Fortsetzungen nach sich.

## Inhalt
Nach 27 Jahren kehrt Jim Norman mit seiner Frau Sally und Sohn Scott in seine Heimatstadt zurück. Jim kann dort an der High-School eine Stelle als Lehrer antreten. Die Rückkehr ist für Jim mit unangenehmen Erinnerungen verbunden, musste er doch vor 27 Jahren als Kind mitansehen, wie sein älterer Bruder Wayne von vier gewalttätigen Jugendlichen ermordet wurde.
Rückblende: Auf dem Weg vom Elternhaus in die Stadt nehmen die beiden Brüder eine Abkürzung durch einen Eisenbahntunnel. Dort werden sie von vier Jugendlichen, welche mit ihrem Auto in den Tunnel hineingefahren sind, aufgehalten. Die Brüder werden zu einer Geldzahlung genötigt. Als sich Wayne zur Wehr setzt, wird er von einem der Jugendlichen mit einem Messer niedergestochen. Gleichzeitig nähert sich ein Zug. Jim rennt, von seinem sterbenden Bruder dazu aufgefordert, zum Tunnelausgang, kann jedoch vorgängig noch den auf den Boden gefallenen Autoschlüssel fassen. Ohne den Autoschlüssel gelingt es den Jugendlichen nicht mehr, in ihrem Auto gefangen, rechtzeitig den Tunnel zu verlassen, drei von ihnen werden vom Zug erfasst und getötet, einzig Carl Mueller überlebt.
Die Ereignisse und Erinnerungen von damals setzen Jim psychisch stark zu, lassen ihn oft nicht mehr zwischen Alptraum und Realität unterscheiden (im Filmablauf werden die Szenen der Jugend von Jim in mehreren Sequenzen eingeblendet), dazu erhält er an der Schule alles andere als einen freundlichen Empfang seiner jugendlichen Schüler.
Auf mysteriöse Weise sterben kurz nacheinander drei Schüler der Klasse von Jim. In der Klasse werden die Plätze der drei verstorbenen jeweils bereits anderntags von Schülern eingenommen, welche alle aus „Milford“ kommen.
Bei den drei Todesfällen ist Jim jedes Mal als „Augenzeuge“ einbezogen:
- Der Schüler Billy Sterns verliert seinen Geldbeutel, als er nach einem Gespräch mit Jim sich mit seinem Fahrrad aufmacht. Jim will mit seinem Kleinbus dem Schüler nachfahren. Er muss dabei mitansehen, wie Billy von einem Sportwagen verfolgt und von der Straße abgedrängt wird. Billy stürzt tödlich verletzt in einen Tobel. Für andere Zeugen war es jedoch ein Unfall, da für diese das Tatfahrzeug unsichtbar war.

- Jim kann noch nicht einschlafen und begibt sich auf einen Spaziergang in die Stadt. Dort trifft er seine Schülerin Kate und spricht kurz mit ihr. Später sieht Jim in seinen Alpträumen, wie Kate in der Nähe einer Scheune verfolgt und ermordet wird.

- Der Schüler Chip, bisher selber nicht freundlich gegenüber Jim aufgetreten, sucht Jim am Abend zu Hause auf, um ihn vor den beiden neuen Schülern zu warnen, welche gegenüber Chip ihre niederträchtige Einstellung zu Jim kundgetan haben. Als Chip wieder die Straße betritt, nähert sich das Fahrzeug mit den beiden Schülern aus „Milford“. Nach einer Irrfahrt, zuerst auf der Motorhaube sich festhaltend, später ins Auto gezerrt, wird Chip ermordet.

Für Jim ist es immer offensichtlicher, dass die neuen Schüler aus „Milford“, Richard Lawson, Paul Vincent und David North, die damaligen Mörder seines Bruders Wayne sind, welche nun als Zombie zurückgekehrt, Rache an ihm und seiner Familie nehmen wollen. Dies erst recht, nachdem Jim in Erfahrung bringen konnte, dass „Milford“ keine Schule, sondern ein Friedhof ist, und noch mehr, nachdem die jungen, offensichtlich untoten Männer gegenüber Jim direkt ihre Absichten kundtun.
Jims Ehefrau Sally kann seiner Theorie vorerst nichts abgewinnen, macht sich vielmehr große Sorgen um seinen Geisteszustand. Dies ändert sich erst, als auch sie und Sohn Scott von den drei jugendlichen Schlägern verfolgt und belästigt werden. So wird Scott auf dem Heimweg von der Schule von den dreien in ihrem schwarzen Auto verfolgt, nur knapp kann er sich völlig verängstigt in Sicherheit bringen. Später wird die Familie in ihrem Haus von den drei jungen Männern aufgesucht. Sally sieht mit eigenen Augen, dass die von Jim abgegebenen Schüsse an einem bereits Toten keine Wirkung zeigen.
Jim kommt zur Erkenntnis, dass ein Weglaufen sinnlos ist, und will der Aufforderung der Mörder seines Bruders nachkommen, sich zur Rache für ihren Tod einzufinden. Damit nach Sicht der drei Untoten die Szenerie vollkommen ist, muss Jim vorgängig auch den damals vierten Mittäter, Carl Mueller, ausfindig machen. Vor dem entscheidenden Treffen bringt Jim seine Frau Sally und Sohn Scott in einer Kirche in Sicherheit. Tatsächlich ist es den Untoten, in deren unfreiwilliger Gesellschaft sich nun auch Mueller befindet, nicht möglich, die Kirche zu betreten. Scott und Sally werden jedoch mit einer List aus der Kirche gelockt und von den Jugendlichen in ihrem Fahrzeug als Gefangene mitgenommen.
Am Grabe seines Bruders betet Jim um Hilfe, bevor er sich zum ehemaligen Bahntunnel aufmacht. Dort spielt sich beinahe identisch die gleiche Szene ab, wie sie sich auf den Tag genau vor 27 Jahren ereignete. Die drei Wiedergekehrten fahren mit ihrem Auto (in welchem sich auch Carl Mueller sowie Sally und Scott befinden) in den Tunnel, um Jim zu töten, werden jedoch von Mueller daran gehindert, der dafür von Lawson erstochen wird (sinnbildlich wie ehemals Jims Bruder). Aus einem hellen weißen Lichtschweif entsteigt nun der immer noch 15 Jahre alte Wayne Norman (welcher sich während der 27 Jahre in einer Art Schattenreich aufgehalten hatte). Mit Hilfe des Geistes seines Bruders kann sich Jim erfolgreich zur Wehr setzen, bis plötzlich durch das Pfeifen der Lokomotive ein imaginärer Zug sich ankündigt. Wieder wollen die Mörder in Panik mit dem Auto aus dem Tunnel entfliehen, bleiben jedoch im Sand stecken. So werden die drei Mörder erneut, diesmal endgültig, vom Zug erfasst und zur Hölle geschickt.

## Kritik
„Horrorfilm nach einer Kurzgeschichte von Stephen King, der versucht, die Elemente des Genres mit denen des psychologischen Dramas zu verbinden. Dadurch wird ein Großteil der Spannung zugunsten von Kitsch und Gefühlsduselei verschenkt.“

## Unterschiede zur Vorlage
Die Verfilmung weicht in großen Teilen weit von der als Vorlage dienenden Kurzgeschichte ab.
- Billy Sterns wird zwar von einem Auto angefahren, aber dieses wird von Zeugen gesehen und beschrieben. Kate stürzt vom Dach ihres Wohnblocks, als sie ihre Brieftauben füttern will. Zeugen sehen drei Jugendliche auf dem Dach. Chip verschwindet mit einem Koffer und ein wenig angespartem Geld spurlos, es wird angedeutet, dass er wusste, dass er der nächste sein würde, und daher floh.

- Jim und Sally sind in der Geschichte kinderlos. Jim erzählt Sally nichts von den neuen Schülern, da er allgemein nie über die Geschehnisse um den Tod seines Bruders spricht. Sally merkt zwar, dass Jim etwas bedrückt, er weigert sich jedoch mit ihr darüber zu sprechen, obwohl sie sogar von selbst vermutet, dass es mit dem Mord zu tun hat und ihn darauf anspricht. Sie wird am selben Abend auf nicht näher erklärte Art von den Untoten ermordet.

- Jim besucht weder das Grab seines Bruders, welches sich an einem gänzlich anderen Ort, der Heimatstadt der Brüder befindet. Die Geschichte spielt aber in einem anderen Bundesstaat. Noch gibt es in der Geschichte einen Eisenbahntunnel. Es ist eine Eisenbahnbrücke, der Mord findet darunter statt. Allerdings fährt in diesem Moment ein Zug darüber, weswegen niemand den sterbenden Jungen schreien hört.

- Es wird erklärt, dass die jungen Männer einige Monate nach dem Mord an Jimmies Bruder bei überhöhter Geschwindigkeit von der Straße abkamen und bei dem Unfall starben. Der vierte, im Buch anders genannte Täter lebt noch und dient in der Armee. Dies wird Jim aber alles nur erzählt, diese Figur taucht nicht auf.

- Jim besorgt sich, nachdem ihm klar wird, dass er es mit übernatürlichen Kräften zu tun hat, ein Buch über Beschwörungen. Er begibt sich in sein Klassenzimmer und beschwört dort einen Dämonen, dem er das Blut einer Katze und seine beiden Zeigefinger opfert. Dabei legt er eine Schallplatte mit Eisenbahngeräuschen auf. Als die Untoten im Klassenraum ankommen, zwingt der Dämon sie in der Gestalt von Jimmies Bruder, die damalige Szene nachzustellen. Er vernichtet die Untoten und verschwindet, aber nicht ohne Jim zu warnen, dass er wieder kommt.

## Weitere Details zum Film
- Der Film wurde ursprünglich nicht als Kinofilm, sondern fürs Fernsehen und zur Video-Veröffentlichung produziert. In den USA erfolgte die Fernseh-Erstausstrahlung am 7. Mai 1991. In Deutschland wurde der Film auch in den Kinos vorgeführt, erstmals am 22. August 1991. Die deutschsprachige Video-Version wurde am 27. Januar 1992 veröffentlicht. Die deutschsprachige Video-/DVD-Version bzw. Fernseh-Fassung (93:45 Minuten inkl. Abspann) ist gegenüber der Originalfassung (ca. 98 Minuten) um rund 4 Minuten gekürzt.[2][3]

- Im Film lässt sich folgender Filmfehler erkennen: Während Billy Sterns von den Jugendlichen im Auto verfolgt wird, sieht man David North hinten im Auto sitzen (nach 24:00). Nach dem Mord sitzen hingegen nur noch Richard Lawson und Vinnie Vincent im Auto (nach 24:45).

- Am 9. April 2012 wurde der Film erstmals auf DVD in Großbritannien und Nordirland veröffentlicht.[4]

## Fortsetzungen
Die beiden Fortsetzungen wurden direkt für den Videomarkt inszeniert.
- 1996: Manchmal kommen sie wieder II (Sometimes They Come Back... Again)
- 1999: Manchmal kommen sie wieder 3 (Sometimes They Come Back... for More)